# گرگ گرینلند
گرگ گرینلند (نام علمی: Canis lupus orion، دانمارکی: grønlandsulv) زیرگونه‌ای از گرگ خاکستری است که بومی گرینلند است. از نظر تاریخی، این گرگ‌ها به شدت مورد آزار و اذیت قرار می‌گرفتند، اما امروزه کاملاً محافظت می‌شوند و حدود ۹۰٪ از محدوده این گرگ‌ها در مرزهای پارک ملی شمال شرقی گرینلند قرار دارد.
یک مطالعه ژنومی اخیر نشان داده است که گرگ‌های جزیره الزمیر کانادا احتمالاً باید در همان زیرگونه قرار گیرند، نظریه‌ای که توسط بررسی‌های ریخت‌شناختی قبلی نیز پشتیبانی می‌شود. کل جمعیت بسیار کوچک است، احتمالاً حدود ۲۰۰ فرد، اما به دلیل محدوده بسیار دور افتاده آن، عدم قطعیت قابل توجهی وجود دارد.

## آرایه‌بندی و فرگشت
در سال ۱۹۳۵، جانورشناس بریتانیایی رجینالد پوکاک نام زیرگونه Canis lupus orion را به نمونه‌ای از دماغهٔ یورک در شمال غربی گرینلند نسبت داد. او همچنین نام Canis lupus arctos (گرگ شمالگان) را به نمونه‌ای از جزیره ملویل در مجمع الجزایر ملکه الیزابت کانادا نسبت داد. هر دو گرگ به عنوان زیرگونه‌های جداگانه Canis lupus در مرجع طبقه‌بندی گونه‌های پستانداران جهان در سال ۲۰۰۵ شناخته می‌شوند.
قدیمی‌ترین بقایای گرگ در گرینلند به ۷۶۰۰ سال پیش برمی‌گردد، با این حال ممکن است زودتر هم آنجا بوده باشند زیرا شکار اصلی آن‌ها، گوزن شمالی، به ۸۹۰۰ سال پیش برمی‌گردد. نوواک پیشنهاد کرد که در طول پلیستوسن پسین، دو نوع گرگ در شمال بدون یخ یخبندان ویسکانسین تکامل یافتند، یکی در پناهگاه سرزمین پیری در شمال دور گرینلند و دیگری در آلاسکا. پس از عقب‌نشینی یخ، گرگ‌های سرزمین پیری در سراسر گرینلند و جزایر ملکه الیزابت گسترش یافتند. گرگ‌های آلاسکایی گسترش یافتند تا به گرگ‌های شمالی تبدیل شوند که به عنوان Canis lupus arctos شناخته می‌شوند. گرگ‌های دیگر از جنوب یخچال به سمت شمال حرکت می‌کردند تا با گرگ‌های شمالی تعامل داشته باشند.
نویسندگان دیگر مخالف این موضوع هستند که گرگ گرینلند زیرگونه جداگانه‌ای از Canis lupus است، زیرا به محدوده گرگ شمالگان بسیار نزدیک است. یک نویسنده پیشنهاد کرد که گرگ گرینلند با عبور از یخ دریای یخ‌زده بین دو منطقه از کانادا مهاجرت کرده است و دیگری گرگ‌هایی را روی یخ هنگام یخ‌زدن تنگه نارس مستند کرده است.
در سال ۲۰۱۶، مطالعه‌ای بر اساس ۵۸۲ جفت‌باز دی‌ان‌ای میتوکندریایی نشان داد که گرگ‌های گرینلند به یک هاپلوتیپ تعلق دارند که قبلاً در بین گرگ‌های دیگر آمریکای شمالی یافت شده بود، که نشان می‌دهد اجداد ماده آن‌ها از آمریکای شمالی آمده‌اند. در سال ۲۰۱۹، مطالعه‌ای کل ژنوم میتوکندریایی گرگ گرینلند را نقشه‌برداری کرد و تأیید کرد که در Canis lupus قرار می‌گیرد.
در سال ۲۰۱۸، مطالعه کل ژنوم اکثر جمعیت‌های گرگ آمریکای شمالی سه جمعیت متمایز در قطب شمال را شناسایی کرد، از جمله یک جمعیت گرگ جدید و بسیار متمایز که در هر دو جزیره الزمیر کانادا و گرینلند زندگی می‌کند. این موضوع قبلاً در یک بررسی مورفولوژیکی در سال ۱۹۸۳ پیشنهاد شده بود، جایی که گرگ‌های جزایر ملکه الیزابت (جزیره اصلی الزمیر است) همراه با گرگ‌های گرینلند در C. l. orion قرار گرفتند.
در سال ۲۰۲۱، کل توالی ژنوم گرگ گرینلند برای کمک به تحقیقات بیشتر نقشه‌برداری شد.

## ویژگی‌ها
گرگ گرینلند به عنوان گرگی کوچک تا متوسط با طول ۱۵۵ سانتی‌متر (۵ فوت ۱ اینچ) اما بسیار سبک‌وزن، در حدود ۲۶ کیلوگرم (۵۷ پوند) توصیف شده است، اما این اندازه‌گیری‌ها از تنها پنج نمونه‌ای که در شمال شرقی گرینلند در زمستان ۱۹۰۶ صید شدند، به دست آمده است و می‌تواند نتیجه سوء تغذیه باشد. متوسط اندازه گله گرگ‌ها ۳٫۳ است؛ گله‌های چهار تایی یا بیشتر نادر بودند. آن‌ها به دلیل تراکم بسیار کم، اندازه گله‌های کوچک‌تر، تولید مثل کم و تولید مثل پایین‌تر فرزندان، در معرض خطر هستند.
گرگ‌های گرینلند و جزیره الزمیر از هر گونه‌ای که به راحتی قابل دسترسی باشد شکار می‌کنند، خرگوش منبع غذایی مهمی است. گرگ در گرینلند و جزایر ملکه الیزابت شکار فُک را مستند کرده است و گزارش‌های شاهدان عینی از کشتن گاو مشک از جزایر ملکه الیزابت و گرینلند وجود دارد که در آن دو توله گاو مشک توسط یک جفت گرگ کشته شدند.

## جمعیت
گرگ‌ها از سال ۱۹۸۸ در گرینلند کاملاً محافظت شده‌اند. در گرینلند، حدود ۹۰ درصد از محدوده گرگ در مرزهای پارک ملی شمال شرقی گرینلند قرار دارد، جایی که جمعیت گرگ در سال ۱۹۹۸ به دلیل کمبود شکار ۵۵ گرگ تخمین زده شد. با این حال، در سال ۱۹۹۷، کاهش جمعیت گرگ‌ها و شکار آن‌ها، گاو مشک و خرگوش قطبی در سراسر کانادای قطب شمال رخ داد. این به دلیل شرایط آب و هوایی مضر در طول تابستان‌ها به مدت چهار سال بود. بهبود جمعیت گرگ‌ها پس از بازگشت شرایط آب و هوایی تابستان به حالت عادی رخ داد. در سال ۲۰۱۸، تخمین زده شد که کل جمعیت گرگ گرینلند حدود ۲۰۰ است، اما به دلیل محدوده دور افتاده آن، عدم قطعیت قابل توجهی وجود دارد. همان‌طور که از چنین جمعیت کوچکی انتظار می‌رود، ژنتیک نشان داده است که گرگ گرینلند بسیار درون‌آمیز است.

## در شرق گرینلند
بین سال‌های ۱۸۹۹ تا ۱۹۳۹، جمعیت کوچکی از گرگ‌ها که حدود ۳۸ گرگ تخمین زده می‌شد، با سم کشته شدند و منقرض شدند.
جمعیت گرگ گرینلند قبل از سال ۱۸۹۹ توسط اروپاییان شکار نمی‌شد. کاهش و انقراض جمعیت گرگ‌ها بین سال‌های ۱۸۹۹ تا ۱۹۳۹ در شرق گرینلند مورد مطالعه قرار گرفت. در آنجا، جمعیت گرگ‌ها عمدتاً در قسمت مرکزی محدوده قرار داشتند که آن‌ها را در معرض خطر شکارچیان دانمارکی و نروژی قرار می‌داد که آن جمعیت را با سم نابود کردند. گرگ‌های شمالگان از نظر اقتصادی توسط شکارچیان کمتر ارزشمند در نظر گرفته می‌شدند زیرا فراوانی کمی داشتند و شکارچیان روباه قطبی را برای تجارت خز شکار می‌کردند. آن‌ها برای به حداکثر رساندن سود، تلاش می‌کردند تا بیشترین تعداد گرگ را بکشند. بین سال‌های ۱۸۹۹ تا ۱۹۳۹، ۲۵۲ مورد مشاهده گرگ‌ها یا ردپاهای آن‌ها وجود داشت. از ۱۱۲ گرگی که در اوایل زمستان دیده شدند، ۳۱٫۳ درصد گرگ‌های تنها بودند، ۲۳٫۲٪ جفت بودند و بقیه در گروه‌های بزرگ‌تر با هم بودند. بین سال‌های ۱۹۲۰ تا ۱۹۳۲، ۳۵ گرگ در محدوده اصلی گرگ‌ها کشته شدند که باعث شد جمعیت به سرعت کاهش یابد و منقرض شود.
گرگ‌ها در سال‌های بین ۱۹۳۹ تا ۱۹۷۸ در شرق گرینلند نتوانستند بهبود یابند زیرا عواملی مانند جغرافیا و منابع محدود وجود داشت. شکار کافی نبود و یک مسیر پراکندگی در ۷۹ درجه شمالی پنهان شده بود، بنابراین دسترسی به شرق گرینلند محدود می‌شد. در سال ۱۹۷۹، یک جفت گرگ به محدوده تاریخی گرگ‌ها وارد شده بود و در طول سال ۱۹۸۰ چندین جفت گرگ توسط گشت‌های نظامی در سراسر شرق گرینلند گزارش شدند. گرگ‌های مهاجر شروع به دوباره جمعیت کردن منطقه کردند و یک جمعیت جدید از گرگ‌ها را ایجاد کردند. تا سال ۲۰۱۱، آن‌ها با دنبال کردن گشت‌های سگ‌های نظامی از شمال شرقی به مسافت‌های تا ۵۶۰ کیلومتر (۳۵۰ مایل) به شرق گرینلند، جمعیت ۲۳ گرگ را از طریق گرگ‌های تک و جفت گرگ دوباره ایجاد کردند.